# Нафанаил (Крикота)
Митрополи́т Нафана́ил (укр. митрополит Нафанаїл; в миру Пётр Григорьевич Крикота, укр. Петро Григорович Крикота; род. 12 июля 1959, Залютье, Волынская область) — архиерей Украинской православной церкви, архиепископ Волынский и Луцкий.

## Биография
Родился в 1959 году в селе Залютье Старовыжевского района Волынской области.
После обучения в школе поступил в профессионально-техническое училище в Луцке, которое окончил в 1977 году. С 1977 по 1979 годы проходил срочную военную службу.
В 1980 году поступил в Одесскую духовную семинарию, которую окончил в 1984 году. В том же году поступил в Московскую духовную академию.
12 декабря 1985 был принят в число братии Свято-Троицкой Сергиевой лавры.
31 марта 1986 года в Свято-Троицком соборе Троице-Сергиевой лавры по благословению Патриарха Московского и всея Руси Пимена наместником архимандритом Алексием (Кутеповым) был пострижен в монашество с именем Нафанаил.
22 мая 1986 года в Свято-Успенском кафедральном соборе Владимира архиепископом Владимирским и Суздальским Серапионом (Фадеевым) был хиротонисан в сан иеродиакона, а 7 декабря того же года тем же архиереем — в сан иеромонаха.
В 1988 году окончил Московскую духовную академию, написав дипломную работу «Обзор статей о Богослужении по Журналу Московской Патриархии за период с 1943 по 1957 годы.».
23 августа 1988 году решением Учебного комитета при Священном синоде РПЦ был направлен в распоряжение митрополита Одесского и Херсонского Сергия (Петрова) для преподавательской работы в Одесской духовной семинарии.
8 апреля 1990 года был возведён в сан игумена.
В 1992 году участвовал в изгнании из епархии архиепископа Лазаря (Швеца), заявившего о поддержке Филарета (Денисенко) в вопросе об автокефалии Украинской православной церкви.
6 января 1996 года был возведён в сан архимандрита.
15 апреля 1997 года решением Священного синода Украинской православной церкви назначен ректором Почаевской духовной семинарии.
19 мая 1998 года решением Священного синода Украинской православной церкви включён в состав Синодальной богословской комиссии.
26 февраля 2010 года включён в состав Богословско-канонической комиссии при Священном синоде Украинской православной церкви.
8 июля 2011 года был участником Юбилейного собора Украинской православной церкви.
26 января 2012 года решением Священного синода Украинской православной церкви включён в состав Комиссии по подготовке изменений и дополнений в Устав об управлении УПЦ.
2 апреля 2013 награждён правом служения Божественной литургии с открытыми царскими вратами до молитвы «Отче наш».

### Архиерейство
24 июня 2015 года Священным синодом Украинской православной церкви избран епископом Шумским, викарием Тернопольской епархии.
Хиротония совершена 5 августа, в день празднования Почаевской иконы Божией Матери, в Свято-Успенской Почаевской лавре. Хиротонию совершили: митрополит Онуфрий (Березовский), митрополит Хустский и Виноградовский Марк (Петровцы), митрополит Каменец-Подольский и Городокский Феодор (Гаюн), митрополит Вышгородский и Чернобыльский Павел (Лебедь), митрополит Луганский и Алчевский Митрофан (Юрчук), митрополит Иов (Тывонюк), митрополит Днепропетровский и Павлоградский Ириней (Середний), митрополит Ровенский и Острожский Варфоломей (Ващук), митрополит Тернопольский и Кременецкий Сергий (Генсицкий), митрополит Хмельницкий и Староконстантиновский Антоний (Фиалко), митрополит Николаевский и Очаковский Питирим (Старинский), митрополит Белоцерковский и Богуславский Августин, митрополит Сарненский и Полесский Анатолий (Гладкий), митрополит Почаевский Владимир (Мороз), архиепископ Чимкентский и Таразский Елевферий (Козорез), архиепископ Могилев-Подольский и Шаргородский Агапит (Бевцик), архиепископ Уманский и Звенигородский Пантелеимон (Бащук), архиепископ Черновицкий и Буковинский Мелетий (Егоренко), архиепископ Балтский и Ананьевский Алексий (Гроха), архиепископ Житомирский и Новоград-Волынский Никодим (Горенко), архиепископ Владимир-Волынский и Ковельский Владимир (Мельник), архиепископ Шепетовский и Славутский Пантелеимон (Луговой), архиепископ Сумской и Ахтырский Евлогий (Гутченко), архиепископ Городницкий Александр (Нестерчук), епископ Угольский Антоний (Боровик), епископ Ровеньковский и Свердловский Пантелеимон (Поворознюк), епископ Львовский и Галицкий Филарет (Кучеров), епископ Банченский Лонгин (Жар), епископ Конотопский и Глуховский Роман (Кимович), епископ Ирпенский Климент (Вечеря), епископ Бердянский и Приморский Ефрем (Яринко), епископ Ивано-Франковский и Коломыйский Тихон (Чижевский).
29 января 2016 года назначен епископом Камень-Каширским, викарием Волынской епархии.
18 октября 2016 года решением Священного Синода УПЦ назначен управляющим Волынской епархией.
17 августа 2019 года в Успенском соборе Киево-Печерской лавры возведён предстоятелем УПЦ митрополитом Киевским и всея Украины Онуфрием (Березовским) в сан архиепископа.
17 августа 2023 года в храме преподобного Агапита Печерского Киево-Печерской лавры предстоятелем УПЦ митрополитом Киевским и всея Украины Онуфрием (Березовским) возведён в сан митрополита

## Награды
- Орден преподобного Серафима Саровского III степени (8 октября 2019) — во внимание к усердным архипастырским трудам и в связи с 60-летием со дня рождения[18]